# Calle de Pelayo (Madrid)
La calle de Pelayo, antigua calle de San Antón, es una vía pública de la ciudad española de Madrid, situada en el barrio de Justicia, perteneciente al distrito Centro, y que une la calle de San Marcos con la de Fernando VI.

## Historia

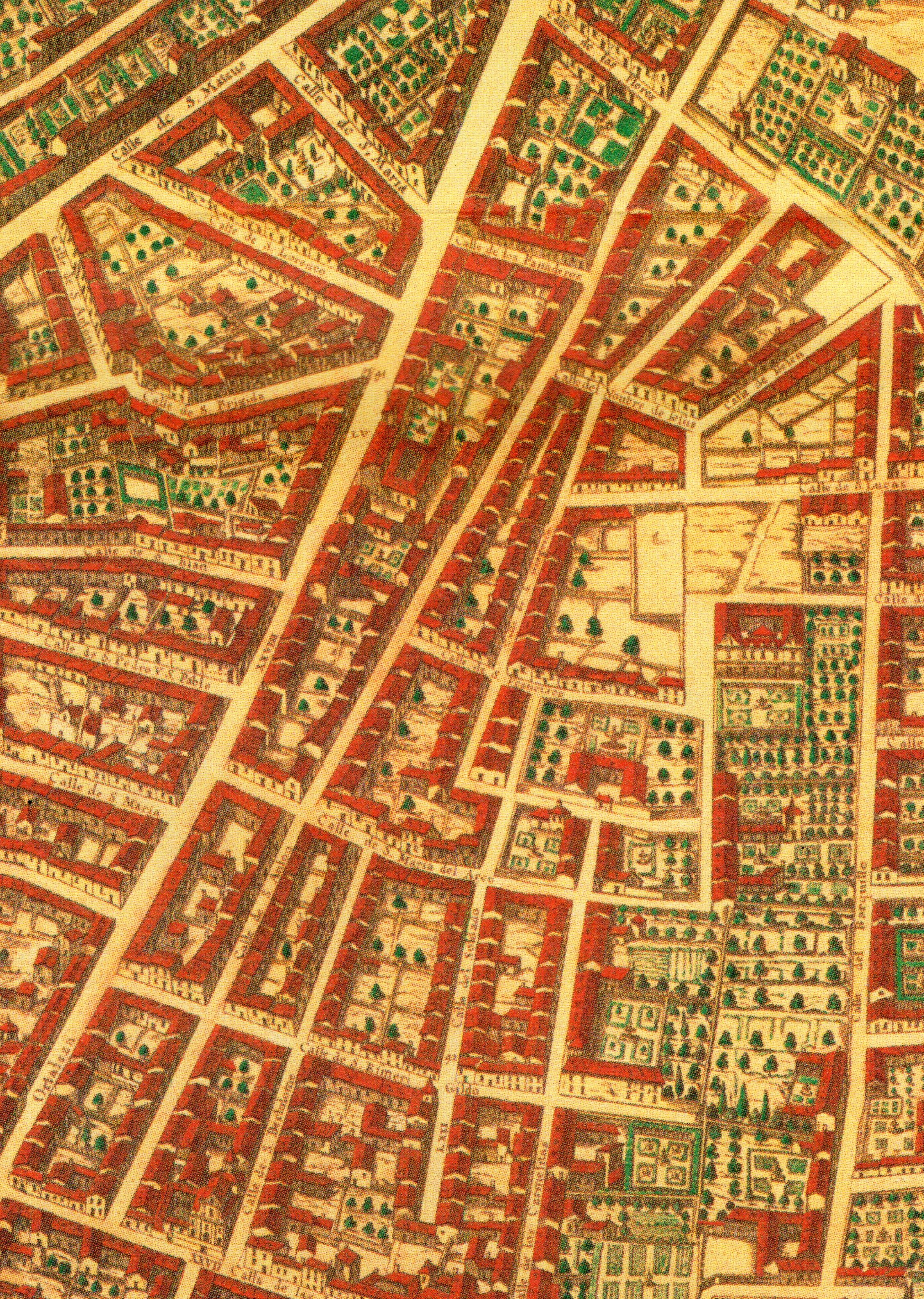
Calle de San Antón en el plano de Texeira de 1656. Primera paralela a Hortaleza por el este.

Comienza su recorrido en la calle de San Marcos y, discurriendo en dirección suroeste-noreste, termina en la calle de Fernando VI.
Tanto en el plano de Texeira de 1656 como en el de Antonio Espinosa de los Monteros de 1769 figura como «calle de San Antón». La comunicación con la calle San Marcos se habría abierto en 1847, recibiendo el nombre actual de «Pelayo» en 1856. En 1889 se conservaban antecedentes de construcciones particulares desde 1764. En esta calle se encontraba el Mercado de San Antón, construido hacia 1849, no confundir con el actual Mercado de San Antón, también en el barrio de Chueca. En el extremo norte de la calle, en el número 61, se encuentra el Palacio Longoria.
Según la tradición la calle fue antaño un erial donde se habría establecido un lazareto para los casos de epidemias. Este más tarde se transformó en hospital, bajo la advocación de San Antón, que dio nombre a la calle durante muchos años. La versión del porqué del nombre de Pelayo recogida por Antonio de Capmany, en la que atribuye esta denominación a un affaire entre una mesonera y un mozo llamado Pelayo, es duramente criticada por Carlos Cambronero e Hilario Peñasco de la Puente, que la tachan de historia peregrina. Estos últimos sugieren una relación con Don Pelayo.